# 20 minutes (Frankreich)

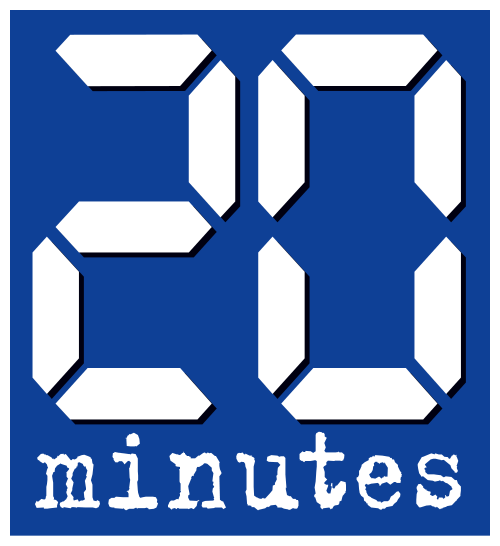
Logo von 20 minutes

20 minutes ist eine französische Gratiszeitung. Sie ist mit 2,8 Mio. bzw.,  nach der neuen Erhebungsmethode ONE von Audipresse, 4,28 Mio. Lesern die meistgelesene Zeitung in Frankreich. 20 minutes wird von Montag bis Freitag im Halb-Berliner Format (23,8 × 32,2 cm) herausgegeben. 2012 beschäftigte 20 minutes fast 100 redaktionelle Mitarbeiter.

## Geschichte
Die Zeitung wurde 2002 in einem Joint Venture gemeinsam vom norwegischen Medienkonzern Schibsted und von SIPA Ouest-France, dem Herausgeber der Zeitung Ouest-France, gegründet. 20 minutes wurde 2002 mit Regionalausgaben in den acht größten französischen Städten lanciert. Zu diesen kamen 2010 weitere vier Regionalausgaben und 2011 in der „wichtigsten strategischen Initiative der französischen Presse seit der Lancierung von Gratiszeitungen 2002“ 20 zusätzliche und 2012 weitere acht französische Städte hinzu. 20 minutes wurde fortan in den 40 größten Städten Frankreichs publiziert. Gegenwärtig (2014) sind es noch 12 Regionalausgaben, die in 36 Städten verteilt werden.
Ab 2008 setzte die Wirtschaftskrise, die laut Mikael Jensen, PDG der Schibsted Media Groupe, zu einem Einbruch der Anzeigenerlöse vor allem in den USA, in Spanien, Italien, Portugal und Frankreich führte, auch den Gratiszeitungen zu. Schibsted lancierte deshalb für 2009 ein Kostenreduktionsprogramm, hauptsächlich die Aktivität in Spanien betreffend.
Die wirtschaftliche Situation verschlechterte sich allerdings weiter; die drei größten Anbieter von Gratiszeitungen in Frankreich, neben 20 minutes Bolloré Média mit Direct Matin und TF1 mit Metronews, kumulierten 2013 einen Verlust von 20 Mio. EUR. Schibsted bot den zwei Mitbewerbern in der Folge die Übernahme von 20 minutes an. Zur Diskussion stand auch eine Fusion der drei Gratiszeitungen.
2016 verkaufte Schibsted seinen Anteil 49,3 %-Anteil an den belgischen Medienkonzern Groupe Rossel; Rossel ist seither ebenbürtiger Mitgesellschafter mit SIPA Ouest France, die immer noch 49,3 % der Aktien der Gruppe hält.

## Website
20 minutes betreibt seit 2007 auch die Website 20minutes.fr. Sie ist mit über 6 Mio. Unique Visitors/Monat nach Le Figaro und Le Monde/Huffington Post das drittgrößte Newsportal Frankreichs. Die Redaktion von 20minutes.fr betreibt daneben auch das Portal E24.fr, ein Wirtschafts- und Finanznews-Portal.

## Andere Zeitungen mit den Namen20 minutes/20 minutos/20 Minuten
Schibsted beteiligte sich 2001 an dem spanischen Unternehmen Multiprensa y Más, das in Madrid und Barcelona je eine Gratiszeitung herausgab. Später übernahm sie die Firma ganz und benannte die Zeitungen in 20 minutos um. Ab Ende 1999 gab Schibsted auch in Köln und Zürich Gratiszeitungen unter dem Namen 20 Minuten heraus. Die Kölner Ausgabe wurde Mitte 2001 – nach einer heftigen Abwehrschlacht durch die Kölner Medien – wieder eingestellt (→ Kölner Zeitungskrieg). Nach diesem verlorenen Verdrängungskampf stornierte Schibsted die Ausbaupläne für Deutschland und Österreich. Die Zürcher Ausgabe musste Schibsted 2005 an das Schweizer Medienunternehmen Tamedia abtreten, nachdem dieses gedroht hatte, andernfalls auf Basis des aus dem Amtsblatt Tagblatt der Stadt Zürich hervorgegangenen Zürich Express eine Pendlerzeitung unter dem Namen Express aufzubauen. Danach lancierte Tamedia 2006 in eigener Regie auch eine französische Ausgabe unter dem Namen 20 minutes und 2011 zusammen mit laRegione eine italienische unter dem Namen 20 minuti.